# Танкові війська України
Танкові війська України — узагальнююча назва роду військ Збройних сил України та головна ударна сила, що має на озброєнні основні бойові танки і окремо існує у складі трьох видів (родів) Збройних сил — Командування морської піхоти, Сухопутних і Десантно-штурмових військах. Танкові війська застосовуються переважно спільно з механізованими військами на головних напрямках і виконують такі основні завдання:
- у обороні — з безпосередньої підтримки механізованих військ при відбитті наступу противника і нанесенню контратак і контрударів;
- у наступі — з нанесення потужних розсікаючих ударів на велику глибину, розвитку успіху, розгрому противника в зустрічних боях і битвах.

Основу танкових військ складають танкові бригади і танкові батальйони механізованих бригад, що мають велику стійкість до вражаючих факторів як звичайної, так і ядерної зброї, вогневу міць, високу рухомість і маневровість. Вони здатні найбільш повно використовувати результати вогневого (ядерного) ураження противника і в короткі терміни досягати кінцевих цілей бою і операції.
Бойові можливості танкових з'єднань і підрозділів дозволяють їм вести активні бойові дії вдень і вночі, в значному відриві від інших військ, громити противника у зустрічних боях і битвах, з ходу долати великі зони радіоактивного зараження, форсувати водні перешкоди, а також швидко створювати міцну оборону і успішно протистояти наступу переважаючих сил противника.
Подальший розвиток і підвищення бойових можливостей танкових військ здійснюється головним чином за рахунок оснащення їх більш досконалими типами танків, в яких оптимально поєднуються такі найважливіші бойові властивості, як висока вогнева міць, маневровість і надійний захист. У вдосконаленні організаційних форм основні зусилля зосереджуються на наданні їм загальновійськового характеру, що найбільшою мірою відповідає змісту сучасних операцій (бойових дій).

## Історія
Після здобуття незалежності День танкіста України було встановлено в 1997 році указом президента Леоніда Кучми "Про День танкістів" від 29 серпня 1997 №922/97. Згодом щорічне професійне свято всіх танкістів України, День танкіста, почали відзначати у другу неділю вересня.
За період з 2014 по 2018-й рік в ЗСУ було додатково сформовано ряд танкових підрозділів, включаючи танкову бригаду Корпусу резерву. Всього додатково поставлено понад 500 танків. Танкові роти у бригадах Десантно-штурмових військ ЗС України почали формувати у 2015 році (тоді — Високомобільні десантні війська), їх озброєння тривало до 2017 року. До речі, цей досвід зараз впроваджують в арміях США та ворожій російській армії, де танкові роти десантно-штурмових частин вже розгортають до батальйонів.
В 2024-2025 році, в ході реформ танкових військ, 1-ша, 3-тя, 5-та, та 17-та танкові бригади були переформовані в важкі механізовані. На початку серпня 2025 року 4-у окрему танкову бригаду було переформовано в важку механізовану бригаду. Таким чином, в складі танкових військ не залишилось окремий танкових бригад.

## Поточна структура
Перелік танкових бригад, полків, батальйонів та рот у складі Збройних сил України.

### Полки
- 300-й навчальний танковий полк А1414

### Батальйони
- 12-й окремий танковий батальйон (А0932, смт. Гончарівське
- 29-й окремий танковий батальйон[5]
- Навчальний танковий батальйон 184 НЦ
- Лінійні танкові батальйони: 14 ОМБр, 24 ОМБр, 28 ОМБр, 30 ОМБр, 47 ОМБр, 53 ОМБр, 54 ОМБр, 56 ОМПБр, 58 ОМПБр, 59 ОШБр, 72 ОМБр, 92 ОШБр, 93 ОМБр
- Кадровані батальйони: 62 ОМБр, 63  ОМБр, 110 ОМБр, 115 ОМБр
- Два лінійних батальйони МП : 35 ОБрМП, 36 ОБрМП
- Два лінійних батальйони у : 10 ОГШБр та 128 ОГШБр

### Роти
- По 1 роті: 25 ОПДБр, 45 ОДШБр, 46 ОАеМБр, 77 ОАеМБр, 79 ОДШБр, 80 ОДШБр, 81 ОАеМБр, 82 ОДШБр, 95 ОДШБр
- 1 рота: 57 ОМПБр

### Нез'ясований статус
- 1-й окремий танковий батальйон
- 4-й окремий танковий батальйон (2014 на базі 17 ОТБр)[6][7]
- 5-й окремий танковий батальйон (2014 на базі 17 ОТБр)[6]
- 14-та окрема танкова бригада

## Розформовані з'єднання
- 48-ма гвардійська навчальна танкова дивізія — 169-й окружний навчальний центр
- 117-та гвардійська танкова дивізія — 119-й окружний навчальний центр

### 1987
- 23-тя танкова дивізія — 6065 база зберігання від 1987[8] — 129 база зберігання озброєння та техніки

### 1989-1990
- 7-ма гвардійська танкова дивізія 1990р
- 13-та гвардійська танкова дивізія 1989р
- 22-га гвардійська танкова дивізія — розформована у вересні 1990 р.
- 25-та танкова дивізія — виведена в 1989 році до Чугуєва й розформована
- 41-ша гвардійська танкова дивізія — 5193 база зберігання від 1989
- 42-га гвардійська танкова дивізія — 5359 база зберігання від 1990
- 58-ма танкова дивізія — 5361 база зберігання озброєння та техніки. 1990р
- 75-та гвардійська танкова дивізія, Чугуїв — розформована в 1989-90 рр.

### 1991
- 20-та танкова дивізія, Харків — розформована в травні 1991 р.

### 1997
- 70-та окрема танкова рота (Хорватія)
- 280-й окремий танковий полк

### 2003
- 17-та гвардійська танкова дивізія провонаступник 17-та окрема танкова бригада (Україна)

### 2004
- 30-та гвардійська танкова дивизіядивізія — 30-та танкова бригада — 30 липня 2004 року переформовано у 30-ту окрему механізовану бригаду

### 2012
- 16-й окремий танковий батальйон, м. Ужгород

### 2016
- 2-й окремий танковий батальйон в/ч В1193[6] (2014 на базі 1 ОТБр)[6][9] в жовтні 2016 р. став лінійним у 53 ОМБр
- 3-й окремий танковий батальйон «Звіробій» (2014 на базі 300 НТП) в жовтні 2016 р. став лінійним у 54 ОМБр

### 2019
- 23-й окремий танковий батальйон (А0229, с. Великий Кобилин Житомирської області — ДШВ)

## Інше
Танкові підрозділи існували у Національній Гвардії у 1992—1993 рр. Також від 2014 року танкові підрозділи існують у складі відновленої Нацгвардії.

## Керівництво
Начальники Центрального бронетанкового управління Збройних сил України:
- генерал-майор Бруль Сергій Тимофійович (2003 —2008 рр.)[10][11]
- генерал-майор Башинський Роман Сергійович (2009 —2015)[12][13]
- генерал-майор Мельник Юрій Миколайович (з весни 2015 року)

## Навчальні заклади
- Військовий інститут танкових військ НТУ «ХПІ»

## Озброєння
- танки Т-64Б, Т-64БВ, Т-64БМ Булат, T-72Б, Т-72АМТ, Т-72Б3 (трофейні), Т-80БВ, Т-84 «Оплот», БМ Оплот, Т-90A, принаймні 2 Т-90M (трофейнi), M-55S, Leopard 1, Leopard 2, Challenger 2, M1A1 Abrams;
- бронетранспортери БТР-60, БТР-70, БТР-80, БТР-3, БТР-4;
- бойові машини піхоти БМП-1, БМП-1У, БМП-2;
- бойові розвідувальні машини та бойові розвідувально-дозорні машини БРМ-1, БРДМ-2
- інші зразки озброєння.

## Традиції

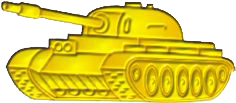
Емблема танкових військ (2007—2016)

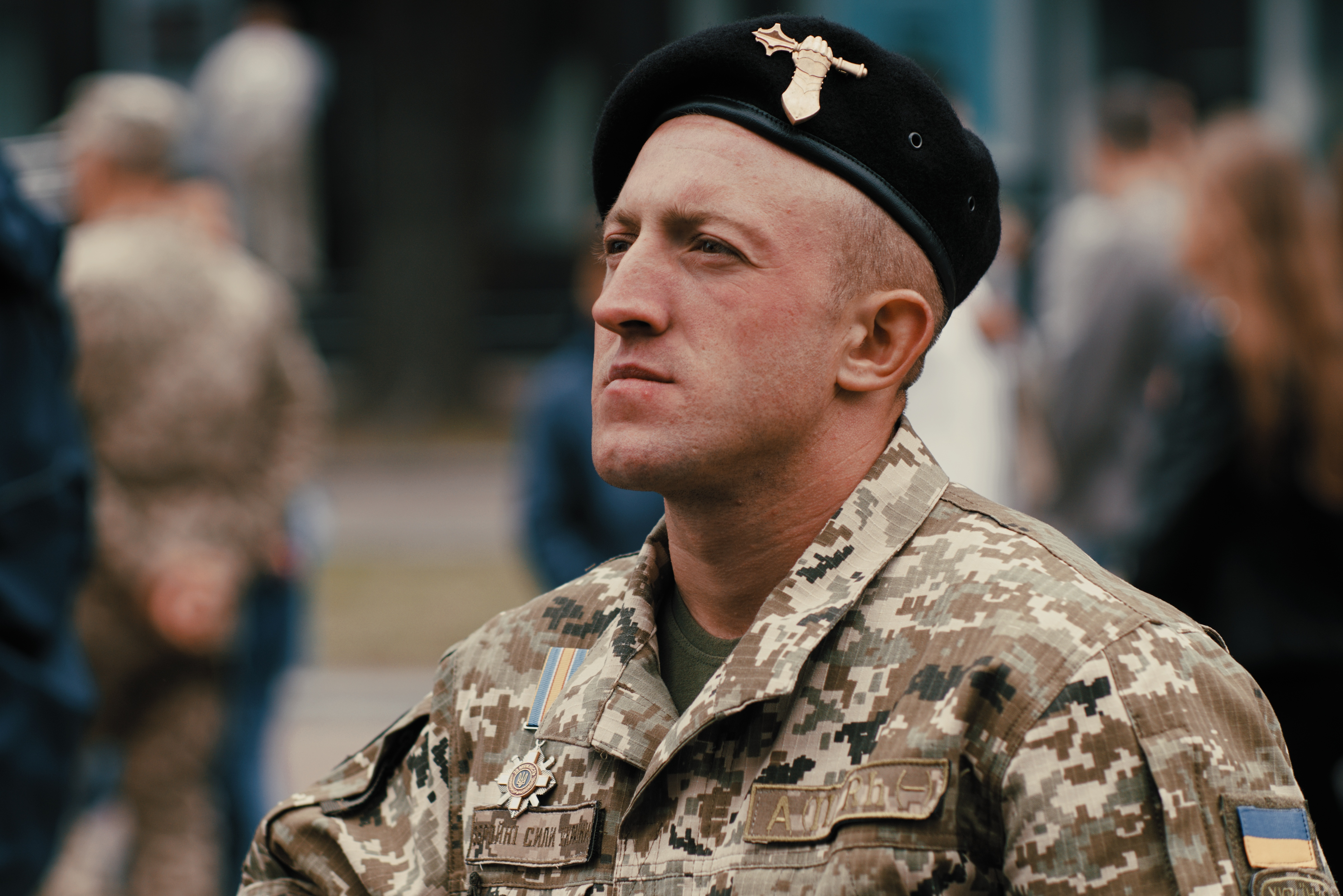
Танкіст на Параді до Дня Незалежності-2017

### Символіка
На беретному знаку танкових військ України зображена лицарська латна рукавиця, що тримає пірнач. У традиції Збройних сил України — це символи перемоги в битві під Оршею, і танкові підрозділи Збройних сил є нащадками українського лицарства доби Середньовіччя.

### Професійне свято
8 вересня 2018 року НГШ генерал армії України Віктор Муженко під час нагородження переможців змагань на кращий танковий взвод Збройних Сил України наголосив, що професійне свято українських танкістів має своє національно-історичне підґрунтя — 8 вересня 1514 року війська під командуванням Великого гетьмана литовського Костянтина Острозького завдали нищівної поразки московському війську в битві під Оршею. Перемога у цій битві була досягнута завдяки волинській важкій кінноті, яка потужним таранним ударом розгромила бойові порядки ворога.

| Будьте так само впевненими в своїй перемозі як воїни князя Костянтина Острозького, що перемагали ворогів потужністю удару, швидкістю та енергійністю в битві. Тому, ні на хвилину не забувайте, що ви — танкісти, є нащадками українських воїнів, які сотні років боролися за волю і незалежне буття Українського народу! Бажаю вам військової вдачі, прагнення перемоги і непохитної віри у світле майбутнє українського народу! Слава танковим військам! Слава Збройним Силам! Слава Україні! |
| — генерал армії України Віктор Муженко |

## Галерея

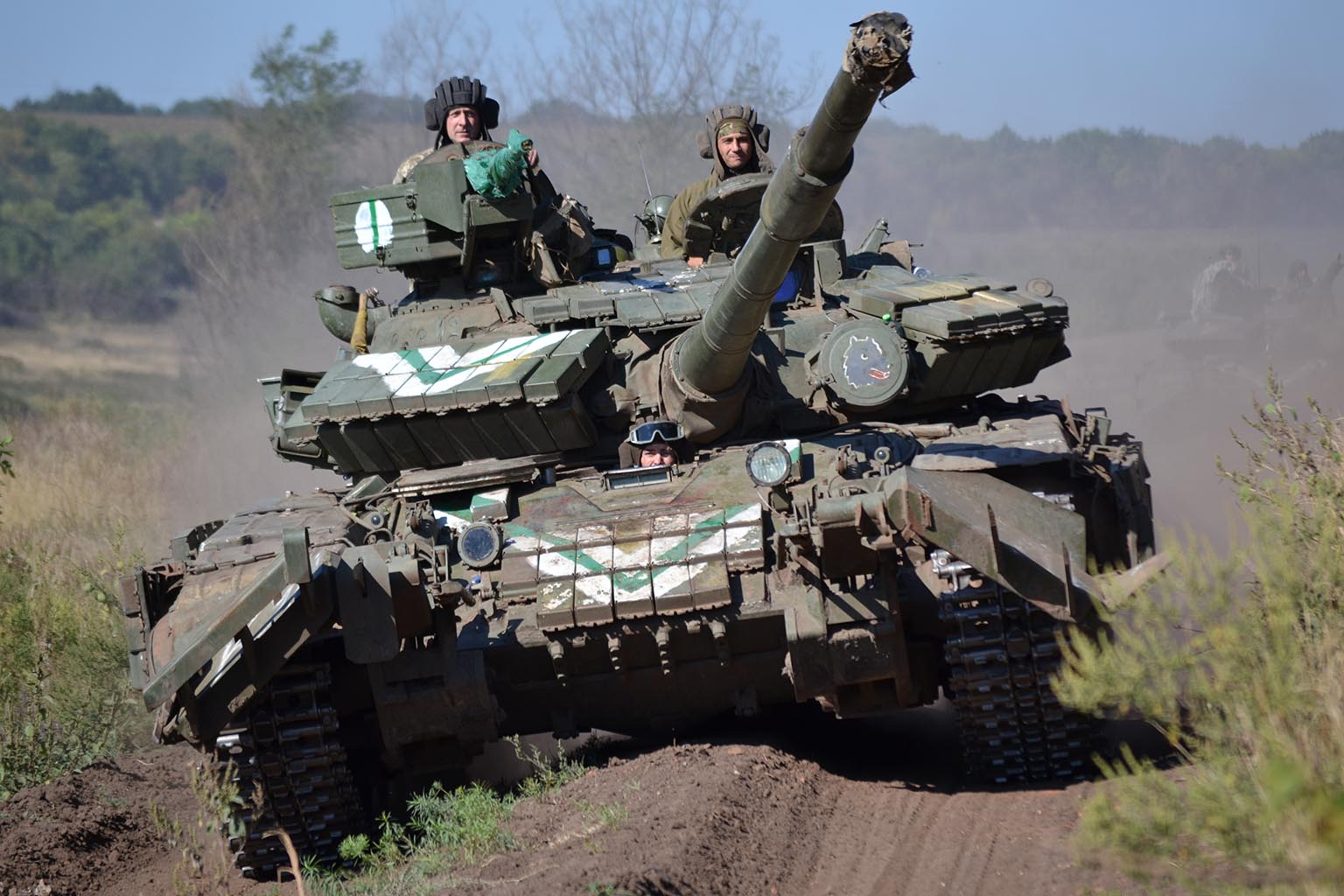
Батальйон «Звіробій» на навчаннях
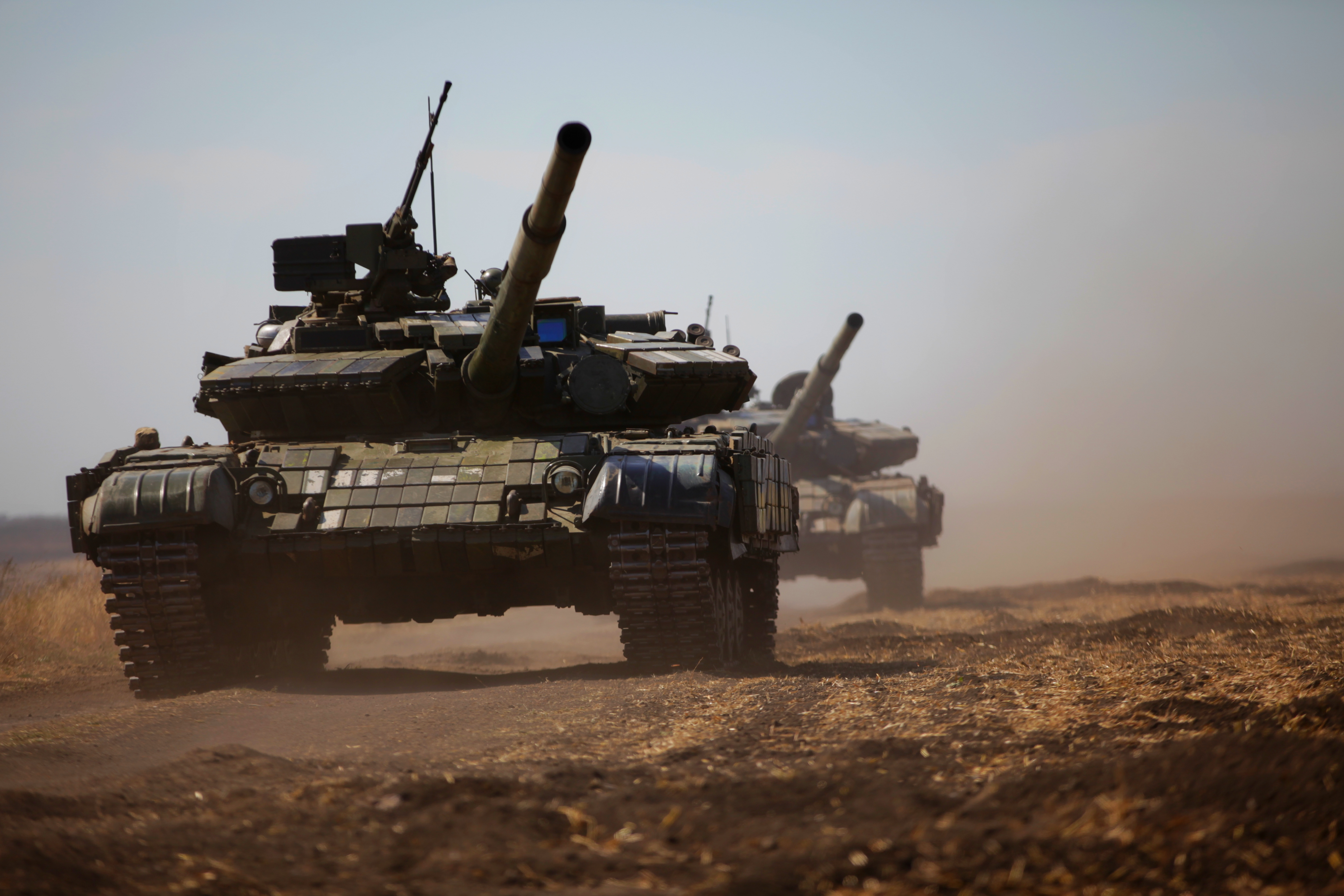
Танки на марші
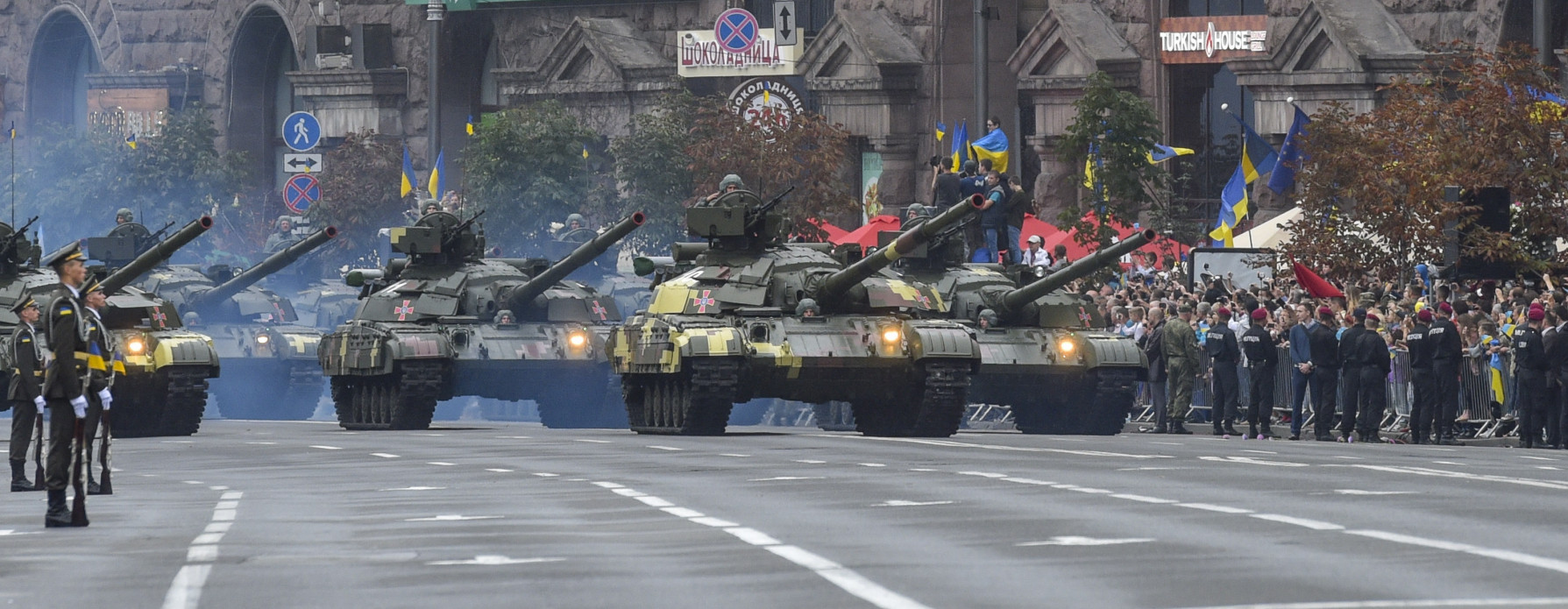
Танки «Булат» на Параді до Дня Незалежності-2016
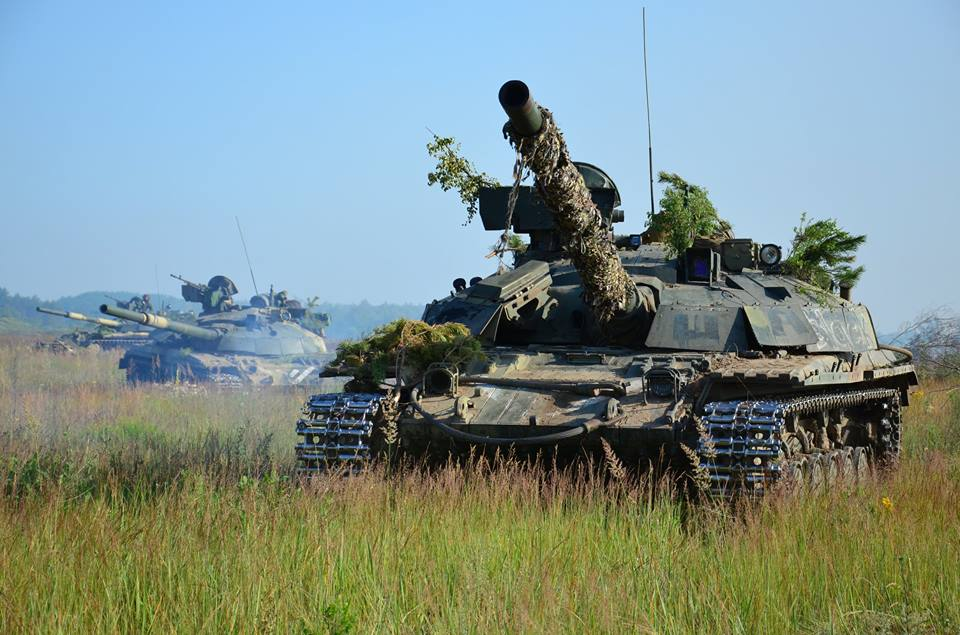
1-ша танкова бригада на навчаннях
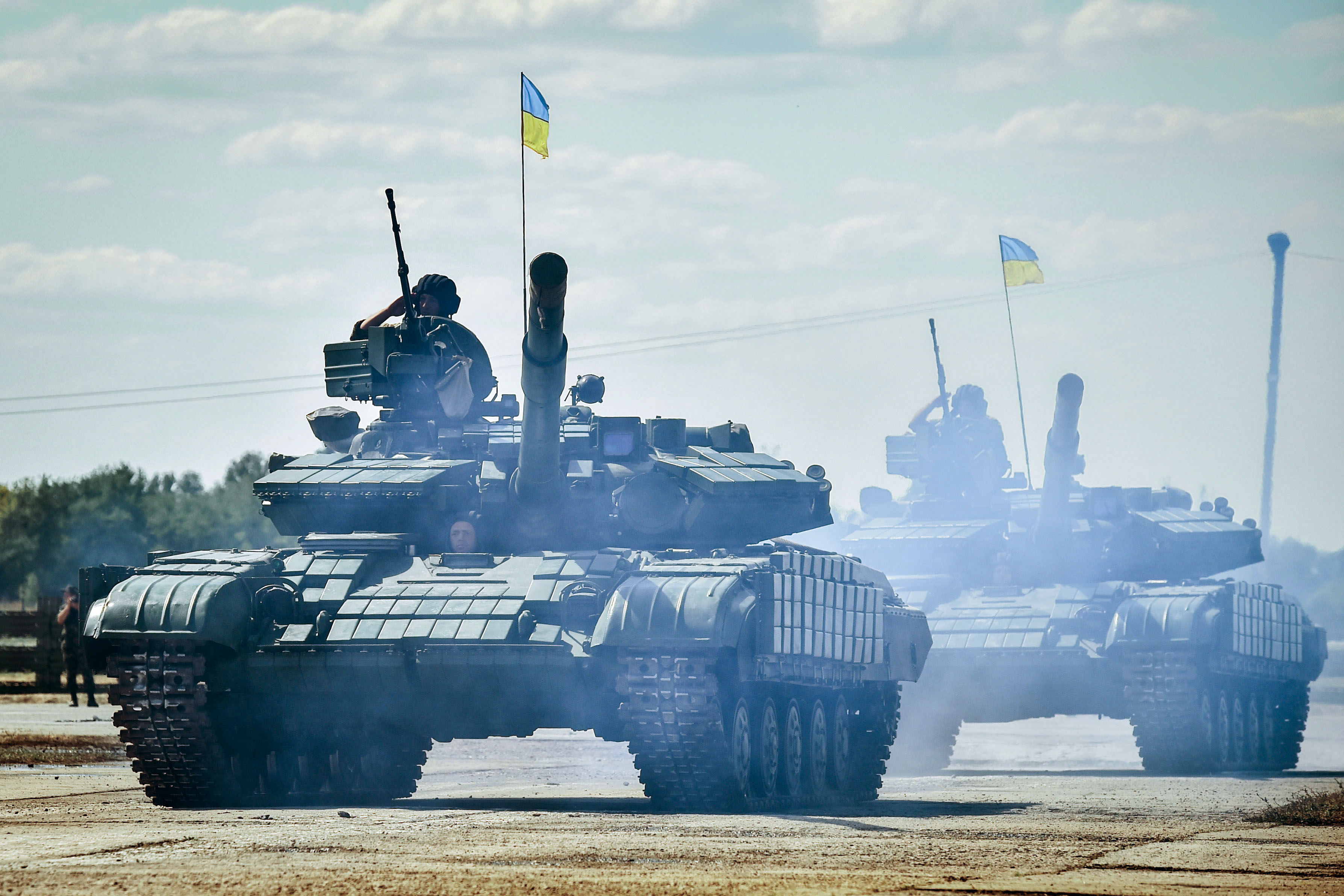
Танкісти під Харковом